# Francisco de Montejo y León
Francisco de Montejo y León, zwany również Francisco de Monteyo y Alverez – konkwistador hiszpański w Ameryce Środkowej, ur. około roku 1480 w Salamance, zm. w Sewilli w 1549 ojciec zdobywcy Jukatanu, Francisca de Montejo.
O jego latach młodzieńczych niewiele wiadomo poza tym, że pochodził ze szlacheckiej rodziny. W roku 1514 został wymieniony jako uczestnik wyprawy Pedro Ariasa de Ávili do wybrzeży Panamy. Po krótkim pobycie w założonej przez Ávilę osadzie Nombre de Dios pożeglował na Kubę, gdzie podjął służbę u gubernatora wyspy, Diego Velazqueza, z którego polecenia w maju 1518 roku dowodził żołnierzami uczestniczącymi w ekspedycji Juana de Grijalvy mającego sprawdzić ile prawdy jest w plotkach o bajecznie bogatych państwach na zachodzie. Podczas tej wyprawy - jako jeden z pierwszych Europejczyków zetknął się z cywilizacją Azteków.
W roku 1519 Montejo był jednym z oficerów wyprawy Hernána Cortésa do Meksyku. Należał do pierwszego oddziału, który postawił nogę na terenach państwa Azteków. Wysłany przez wodza ekspedycji na północ z zadaniem znalezienia dogodnego kotwicowiska, odkrył głęboką i bezpieczną zatokę, gdzie Cortés założył osadę Villa Rica de Vera Cruz, której pierwszym administratorem został Montejo.
W lipcu z rozkazu Cortésa udał się do Hiszpanii, gdzie został przyjęty na audiencji przez króla Karola I, któremu złożył relację z pierwszych kontaktów z Aztekami i wręczył dary od Indian w srebrze, złocie i drogich kamieniach. Król mianował wysłannika gubernatorem Veracruz.
W roku 1522, po powrocie do Meksyku, brał udział w prowadzonym przez Cortésa podboju, dowodząc ekspedycją na tereny dzisiejszego stanu Veracruz i dalej wzdłuż wybrzeża do teraźniejszego Hondurasu i Belize. W cztery lata później ponownie pożeglował do Hiszpanii, gdzie uzyskał nominację na wodza ekspedycji (z tytułami Adelantado, Gobernador y Capitán General) do Jukatanu, który był w tamtych czasach uważany za wyspę. W maju 1528 roku wypłynął z portu Sanlúcar de Barrameda w pobliżu Sewilli na czele flotylli złożonej z trzech okrętów i 500 żołnierzy. Pierwsza próba podporządkowania sobie Majów nie powiodła się i Hiszpanie wrócili do Meksyku. Tam Montejo odniósł sukces pacyfikując region Tabasco, po czym - w 1533 - podjął ponownie ofensywę przeciw Majom. Również ta wyprawa, wobec silnego oporu Indian, zakończyła się niepowodzeniem; co więcej, zniechęceni brakiem na Jukatanie wielkich ilości złota żołnierze zaczęli dezerterować, co w roku 1535 zmusiło Montejo do odwrotu. Dopiero w pięć lat później jego syn Francisco przeprowadził skuteczny podbój półwyspu. Ojciec musiał zadowolić się oficjalnym przyjęciem - w dniu 23 stycznia 1541 - kapitulacji Tutulxina, wodza Majów.
W roku następnym mianowany został gubernatorem Hondurasu, gdzie założył miasta Puerto Caballos i Comayagua. W 1547 został gubernatorem terytoriów dzisiejszego stanu Chiapas i Gwatemali, gdzie założył miasta Nueva Sevilla i Olancho. Jego poczynania w koloniach stały się przedmiotem dochodzenia komisji królewskiej, powołanej w roku 1546. Dla oczyszczenia się z zarzutów ponownie popłynął w roku 1548 do Hiszpanii, gdzie zmarł w ubóstwie w roku 1553/4, lub 1565.